# Chiesa di San Severo Vescovo
La chiesa di San Severo Vescovo è un edificio di culto di Cervia.
È la chiesa più settentrionale del territorio cervese, edificata nel 1955 e consacrata il 19 marzo dell'anno successivo, allorché dapprima la fiumana del Savio del 1939 e poi gli eventi bellici, con il bombardamento dell'ottobre 1944 avevano da pochi anni distrutto il sacro edificio lungo il fiume, preesistente dal 1831 ed, a sua volta, già erede, nel nome, di un'altra antica basilica andata completamente distrutta sul finire del XVIII secolo: quella di San Severo in Classe.
Opera dell'architetto Minardi, ravennate, questo edificio evidenzia nella sua facciata dalle linee essenziali, due lesene in mattoni a vista, motivo ripreso inoltre nelle paraste interne. La pianta a navata unica, si apre sulla destra tramite aperture ad architrave in tre distinte cappelle con altari marmorei. La prima è consacrata alla Madonna, effigiata in una statua salvata dalla vecchia chiesa, la seconda al crocifisso di cui fa bella mostra un'opera lignea di autentica scuola gardenese. La terza ospita invece un dipinto dell'artista bolognese Stella Angelini, su tele appositamente filate da donne romagnole, raffiguranti i tragici eventi della fiumana e della guerra, posti sotto l'occhio protettivo della Vergine, nonché un bassorilievo in pietra vulcanica con effigiato il battesimo di Gesù.
L'intero perimetro superiore dell'edificio è contrassegnato da una lunga serie di finestre ad illuminare la navata, mentre sulla parete sinistra trova collocazione una tela di anonimo del XVIII secolo, avente probabilmente a soggetto il beato Pasquale Baylón. Un'ampia apertura ad architrave si immette nell'abside a foggia strombata, dove, sullo sfondo di un altare marmoreo proveniente dalla distrutta chiesa ravennate di San Gerolamo, campeggia l'opera pittorica di maggior pregio dell'intero edificio sacro: l'Investitura del vescovo Severo da parte della Madonna e sant'Apollinare al cospetto del beato Guido Strambati, abate di Classe e di Pomposa, tela settecentesca di Andrea Barbiani, unico elemento risalente alla preesistente chiesa distrutta dalla piena del Savio.
Degno di menzione che ad Erfurt, la cittadina tedesca che Cervia ha recentemente unito a sé nel gemellaggio floreale di "Giardini in Fiore", siano custodite le reliquie di questo santo che la storia vuole così legato al territorio romagnolo.
La parrocchia comprende porzioni sia del comune cervese, sul quale è situata la chiesa, sia del confinante comune di Ravenna. Ad essa fanno riferimento anche le chiese delle frazioni ravennati di Lido di Classe e Lido di Savio, costruite tra la fine degli anni sessanta e gli anni settanta.